# Марти Мистерија (Весели четвртак)
Марти Мистерија у издању Веселог четвртка почео је да излази у Србији од 2008. године.

## Издања
До сада су објављене следеће епизоде:

### 2008
1. Судбина Атлантиде (11.09.2008)
2. Повратак у Недођију (6.11.2008)

### 2009
3. Тринаесто искушење (1.1.2009)
4. Златни Буда (26.02.2009)
5. Казна Елохима (23.04.2009)
6. Царев паун (18.06.2009)
7. Велики Худини (13.08.2009)
8. Ужас Кејп Рока (8.10.2009)
9. Благо капетана Кида (3.12.2009)

### 2010
10. Грендел! (28.01.2010)
11. Последње путовање Амелије Ерхарт (25.03.2010)
12. Емотикон :-( (20.05.2010)
13. Каравађов код (15.07.2010)
14. Црно сунце (9.09.2010)
15. Хомункулус (23.12.2010)

### 2011
16. Сећања из будућности (1.09.2011)
17. Завера Месец (24.11.2011)

### 2012
18. Збогом, Јава! (16.02.2012)
19. Ужас с друге стране прага (10.05.2012)
20. Човек без сећања (2.08.2012)
21. Тајна Јованке Орлеанке (25.10.2012)

### 2013
22. Седам господара дугиних боја (17.01.2013)
23. Богови сутона (11.04.2013)
24. Метеори (4.07.2013)
25. Нож Боуви (26.09.2013)
26. Забрањени град (19.12.2013)

### 2014
27. Последњи конвој (27.03.2014)
28. Чаробни Божић (19.06.2014)
29. Златни прах (11.09.2014)
30. Дидонино благо (4.12.2014)

### 2015
31. Заточеник лагуне (26.02.2015)
32. Тамница немогућих бића (21.05.2015)
33. Хоризонт догађаја (13.08.2015)
34. Повратак звери (5.11.2015)

### 2016
35. Човек који је живео у будућности (4.02.2016)
36. Сива плима (28.04.2016)
37. Крајичком ока (21.07.2016)
38. Касиопејина пресуда (13.10.2016)

### 2017
39. Лонгитуда нула (05.01.2017)
40. Треће племе (30.03.2017)
41. Туђе мисли (22.06.2017)
42. Тридесете године (14.09.2017)
43. Пројекат "Киборг" (07.12.2017)

### 2018
44. Небеска завера (01.03.2018)
45. Тридесет шест праведника (24.05.2018)
46. Смак света (16.08.2018)
47. Гласови из прошлости (08.11.2018)

### 2019
48. Фермијев парадокс (31.01.2019)
49. Становници подземља (25.04.2019)
50. Протокол "Левијатан" (18.07.2019)
51. Претња с Алагале (10.10.2019)

### 2020
52. Венчање Серж Орлија (02.01.2020)
53. Повратак на лонгитуду нула (26.03.2020)
54. Буђење Тиамат (18.6.2020)
55. Бродолом ,,Телемаха" (10.9.2020)
56.  Грабљивци Свете шуме (3.12.2020)

### 2021
57. Za-Te-Nejeva senka (25.2.2021)
58. Mračna tantra (20.5.2021)
59. Šahista (12.8.2021)
60. Leteći tanjir Karla Velikog (4.11.2021)

### 2022
61. Tvorac mitova (27.1.2022)
62. Filozofsko drvo (21.4.2022)
63. Hiljadu ždralova Hirošime (14.7.2022)
64. Divlji lov (7.10.2022)
65. Kecalkoatl (29.12.2022)

### 2023
66. Baron Minhauzen (23.3.2023)
67. Žuti Nil (15.6.2023)
68. Šibalba (septembar 2023)
69. Zlato kralja Mide (decembar 2023)

### 2024
70. Velika igra (22.2.2024)
71. Zeleni čovek (16.5.2024)
72. Deset plemena (8.8.2024)
73. Signal u 3.12 (31.101.2024)

### 2025
74. Kapija mašte